# 埃丝特·莱德伯格
埃丝特·莱德伯格（英語：Esther Lederberg，原名Esther Miriam Zimmer，1922年12月18日—2006年11月11日）是一位美国微生物学家，是细菌遗传学的先驱，发现了λ噬菌体和F质粒。